# Gulshan Kumar
Gulshan Kumar Dua (Nova Deli, 5 de maio de 1951 — Bombaim, 12 de agosto de 1997), foi um produtor de filmes, música e empresário indiano, fundador da gravadora Super Cassettes Industries Private Limited na indústria de Bollywood. Após fundar a T-Series em 1983, Dua a estabeleceu como uma gravadora líder na década de 1990.
Após sua morte, a T-Series passou a ser administrada por seu irmão mais novo, Krishan Kumar, e seu filho Bhushan Kumar. Suas filhas, Tulsi Kumar e Khushalii Kumar, também são cantoras de playback.

## Biografia
Nascido em 1951 em uma família Punjabi Hindu, Gulshan Kumar Dua era filho de um vendedor de suco de frutas que trabalhava nas ruas do bairro de Daryaganj, no coração de Delhi. Sua família veio como refugiada da região de Jhang, no Punjab Ocidental, após os tumultos anti-hindus durante a Partição da Índia em 1947. Dua começou a trabalhar com seu pai desde cedo. Gulshan Kumar era um devoto fervoroso de Shiva e, especialmente, de Vaishno Devi. Ele cantou muitas músicas religiosas e tradicionais dedicadas a quase todas as principais divindades do Hinduísmo. Por conta de sua fé tradicional, amor e respeito por Vaishno Devi, ele administrava um serviço gratuito de refeições, no qual refeições eram oferecidas como prasad a todos os devotos que visitavam o Templo de Vaishno Devi. O serviço começou em 1983, na localização de Baan Ganga, situada no percurso da peregrinação ao Templo de Vaishno Devi. Mesmo após sua morte em 1997, o serviço continua até hoje e é amplamente reverenciado em toda a Índia. Seu filho Bhushan Kumar agora gerencia o serviço.
Dua mudou de carreira quando sua família adquiriu uma loja que vendia discos e fitas cassete baratas, antecipando o início de um vasto império musical.

## Negócios musicais e carreira no cinema
Gulshan Kumar iniciou sua própria operação de fitas cassete, conhecida como "Super Cassettes Industries", que se tornou um negócio lucrativo. Ele começou uma empresa de produção musical em Noida. À medida que seu negócio crescia, ele se mudou para Mumbai.
Seu primeiro filme em Bollywood foi Lal Dupatta Malmal Ka em 1989. O próximo foi o grande sucesso Aashiqui em 1990, lembrado por sua trilha sonora composta por Nadeem–Shravan. Outros filmes incluem Bahaar Aane Tak, Dil Hai Ke Manta Nahin, Ayee Milan Ki Raat, Meera Ka Mohan, Jeena Marna Tere Sang e Bewafa Sanam.

### Gravadora T-Series
A T-Series emergiu como uma das principais gravadoras da Índia com o lançamento de Aashiqui em 1990.
No início da década de 1990, a T-Series foi amplamente responsável por impulsionar um boom na indústria musical indiana.
Com a produção musical e cinematográfica, os ganhos anuais da T-Series cresceram de ₹20 crore (US$16 milhões) em 1985 para ₹200 crore (US$88 milhões) em 1991, e, na época da morte de Gulshan Kumar, em 1997, alcançaram ₹500 crore (US$140 milhões).
A T-Series continua sendo uma gravadora de destaque. Controla mais de 60% do mercado musical indiano. No mercado internacional, a T-Series possui um faturamento superior a US$ 4,2 milhões e exporta para 24 países em seis continentes. Na Índia, ela possui a maior rede de distribuição, com mais de 2500 revendedores.

### Filmografia
| Ano  | Filme                       | Atribuído como | Atribuído como |
| Ano  | Filme                       | Diretor        | Produtor       |
| ---- | --------------------------- | -------------- | -------------- |
| 1989 | Lal Dupatta Malmal Ka       | Não            | Sim            |
| 1990 | Appu Raja                   | Não            | Sim            |
| 1990 | Aashiqui                    | Não            | Sim            |
| 1990 | Bahaar Aane Tak             | Não            | Sim            |
| 1991 | Ayee Milan Ki Raat          | Não            | Sim            |
| 1991 | Jeena Teri Gali Mein        | Não            | Sim            |
| 1991 | Dil Hai Ke Manta Nahin      | Não            | Sim            |
| 1992 | Meera Ka Mohan              | Não            | Sim            |
| 1992 | Jeena Marna Tere Sang       | Não            | Sim            |
| 1992 | Sangeet                     | Não            | Sim            |
| 1993 | Shabnam                     | Não            | Sim            |
| 1993 | Aaja Meri Jaan              | Não            | Sim            |
| 1993 | Kasam Teri Kasam            | Não            | Sim            |
| 1995 | Bewafa Sanam                | Sim            | Sim            |
| 1995 | Suryaputra Shanidev         | Não            | Sim            |
| 1995 | Satyanarayan Ki Virat Katha | Não            | Sim            |
| 1997 | Char Dham                   | Não            | Sim            |

## Morte
Gulshan Kumar morreu em um tiroteio fora do Jiteshwar Mahadev Mandir, um templo hindu dedicado ao Senhor Xiva, que ele frequentava diariamente, localizado em Jeet Nagar, no subúrbio de Andheri West, em Mumbai, em 12 de agosto de 1997. Ele foi atingido por 16 tiros.
No dia do assassinato, seu segurança, fornecido pelo Governo de Uttar Pradesh, estava doente. Embora ele tenha recebido duas chamadas ameaçadoras, em 5 e 8 de agosto de 1997, Kumar recusou-se a pagar o dinheiro de extorsão. Os assassinos contratados, incluindo Rauf e Abdul Rashid, realizaram reconhecimento por um mês, mas não agiram devido ao segurança armado. Às 10h40, enquanto voltava do templo, ele foi confrontado por um dos assassinos, que disse: "Bahut puja kar li, ab upar ja ke karna (você já rezou o suficiente, agora reze lá em cima)". Inicialmente, Kumar sobreviveu e buscou abrigo em barracos próximos, mas os moradores fecharam as portas. Seu motorista, Suraj, foi baleado nas pernas enquanto tentava proteger Kumar.
Uma organização do submundo de Mumbai chamada D-Company é considerada responsável por este assassinato. A polícia também acusou o compositor Nadeem Saifi, da dupla musical Nadeem-Shravan, de ter pago pelo assassinato devido a uma disputa pessoal, fugindo do país após o crime. No entanto, em 9 de janeiro de 2001, Abdul Rauf Merchant (conhecido como "Raja") confessou ser o assassino. Em 29 de abril de 2002, o juiz de Sessões M. L. Tahilyani condenou Rauf à prisão perpétua, afirmando que não impôs a pena de morte porque a acusação não conseguiu provar que Rauf era um assassino contratado. A polícia alegou que Saifi pagou Abu Salem, um conhecido associado de Dawood Ibrahim, para assassinar Kumar e designou Rauf para o trabalho. Coincidentemente, Ibrahim e Abu Salem já planejavam matar Kumar, pois ele se recusou a pagar dinheiro de proteção à D-Company como parte de uma tentativa de extorsão. De acordo com os desejos de sua família, Gulshan Kumar foi cremado em um shamshan (campo de cremação) em Deli.
Abdul Rauf, também conhecido como Daud Merchant, foi condenado em 2002 pelo assassinato de Gulshan Kumar. Ele fugiu da Índia após ser liberado pela Alta Corte de Bombaim em 2009. Ele foi extraditado de Bangladesh em 2016 e está preso na Arthur Road Jail, de alta segurança, em Mumbai.

## Legado
A T-Series ainda está em operação e possui uma base ampla em toda a Índia. Em 2017, a T-Series anunciou planos de produzir um filme biográfico sobre Kumar intitulado Mogul – The Gulshan Kumar Story.